# ぐるっとBUS

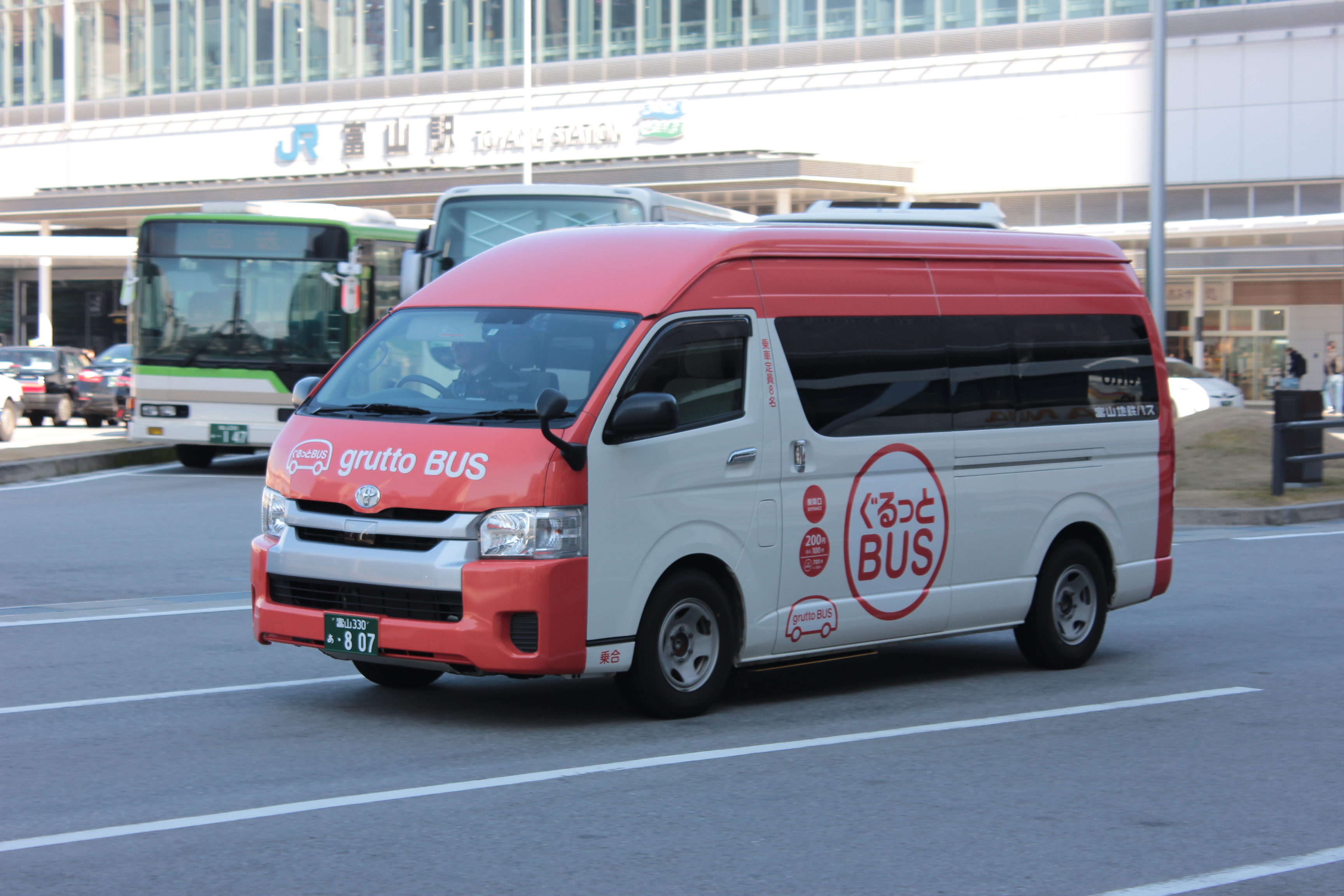
ぐるっとBUS（トヨタ・ハイエース）

富山市内周遊ぐるっとBUS（とやましないしゅうゆうぐるっとバス、grutto BUS）は、富山地方鉄道が2015年（平成27年）4月1日より富山県富山市内にて運行開始した、市街地の美術館・博物館・観光施設等を巡る有料周遊コミュニティバス。同年3月31日まで富山市が運行していた循環型無料送迎バス、「富山ミュージアムバス」に代わり運行することとなったものである。2021年（令和3年）6月28日から全便運休していたが、2025年（令和7年）3月31日をもってそのまま廃止された。

## 概要
富山地方鉄道は、2015年（平成27年）3月14日の北陸新幹線開通をにらみ、同年4月1日よりこれまで富山市が運行していた富山ミュージアムバスとほぼ同コースを循環する周遊バスの運行を同年2月18日に発表した。運行コースについては、これまでの巡回地に加え高志の国文学館、中央通り商店街にあるギャルリ・ミレー、西町に同年8月22日に開館したTOYAMAキラリ（富山市ガラス美術館・富山市立図書館本館）、富山駅北側にある樂翠亭美術館、富岩運河環水公園（2017年公園内に 富山県立近代美術館が新築移転）などの追加と、富山市ガラス美術館に統廃合される富山市民プラザ内のトヤマグラスアートギャラリー等の廃止などの、巡回地の存廃を検討、また運賃についてはこれまで無料だったが有料とし、200円程度の予定であると発表した。これに際し富山市は、役所内でつくる事業再点検チームから2014年（平成26年）10月に富山ミュージアムバスの存廃の検討指示を受けたこと、民業圧迫との懸念が出るとして3月で役目を終え撤退を決めたほか、富山県と富山市は同社に対しそれぞれ200万円の運行費補助を行うことを決定した。
富山ミュージアムバスからの変更点は、便数が1便減となったほか、運賃として運行当初、大人200円、小人100円（2021年時点の運賃はそれぞれ10円値上げしている）が必要になった。また、富山軌道線（市内電車）と、ぐるっとBUSが1日乗り放題の1日フリー乗車券も販売されている。なお一部施設では、1日フリー乗車券を提示すると入館料の割引が受けられる。

## 周遊ルート（各施設）
周遊ルートは北西回りルート・南回りルートの2ルートがあるが一体で循環運行。富山駅（南口）2番バス停より、北西回りルートが4便、南回りルートが3便運行されていた（2021年時点、当初は1日6便運行）。
現在のルート
北西回りルート : 1.富山駅（南口）2番のりば → 2.富山県美術館 → 3.富岩運河環水公園（富山市総合体育館） → 4.樂翠亭美術館 → 5.富山駅北口 → 6.富山市民俗民芸村 → 7.富山県水墨美術館 →  8.高志の国文学館 → 南回りルートへ : 1.富山駅（南口）2番のりば → 9.秋水美術館 → 10.富山市科学博物館 → 11.廣貫堂資料館 → 12.富山市ガラス美術館・富山市立図書館本館〔TOYAMAキラリ内〕（池田屋安兵衛商店、ギャルリ・ミレー、グランドプラザなど） → 13.富山城址公園（富山市郷土博物館〔富山城〕、佐藤記念美術館、松川べり彫刻公園など） → 北西回りルートへ
2017年（平成29年）3月31日までのルート
北西回りルート : 1.富山駅（南口）2番のりば → 2.樂翠亭美術館（富山市総合体育館） → 3.富岩運河環水公園 → 4.富山市民俗民芸村 → 5.富山県水墨美術館 →  6.高志の国文学館 → 南回りルートへ : 1.富山駅（南口）2番のりば → 7.秋水美術館 → 8.富山市科学博物館・富山県立近代美術館 → 9.廣貫堂資料館 → 10.富山市ガラス美術館・富山市立図書館本館〔TOYAMAキラリ内〕（池田屋安兵衛商店、ギャルリ・ミレー、グランドプラザなど） → 11.富山城址公園（富山市郷土博物館〔富山城〕、佐藤記念美術館、松川べり彫刻公園など） → 北西回りルートへ

## 富山ミュージアムバス
富山ミュージアムバスは、富山市内で2015年（平成27年）3月31日まで運行していた、市街地の美術館・博物館利用者を対象とした富山市営の循環型無料送迎バス。愛称は「ぐるりん」であった。